# Per-Ola Börjesson
Per Ola Börjesson, född 8 september 1945 i Karlshamn, är en svensk professor i signalbehandling.
Börjesson avlade civilingenjörsexamen i elektronik 1970 och doktorsexamen i telekommunikation 1980, båda vid Lunds tekniska högskola.
Åren 1988–1998 var Börjesson professor i signalbehandling på dåvarande Högskolan i Luleå. Det var Sveriges första professur i signalbehandling.
Börjessons främsta intressen är "high performance communication systems, in particular, high data rate wireless and twisted pair systems"  och forskningen främst kring "Signal processing techniques in communication systems that use Orthogonal Frequency Division Multiplexing (OFDM) or Discrete Multitone (DMT) Modulation".
Sedan 1998 är Börjesson professor vid Lunds tekniska Högskola.